# Metatu
Metatu is een bestuurslaag in het regentschap Gresik van de provincie Oost-Java, Indonesië. Metatu telt 4591 inwoners (volkstelling 2010).